# Dixa serrifera
Dixa serrifera är en tvåvingeart som beskrevs av Edwards 1928. Dixa serrifera ingår i släktet Dixa och familjen u-myggor. Inga underarter finns listade i Catalogue of Life.